# 佐藤美由紀 (映画プロデューサー)
佐藤 美由紀（さとう みゆき）は、日本のプロデューサー。日本映画学校1987年卒業。オフィス・シロウズ所属。

## 主な担当作

### 映画
| 公開年 | 作品名                     | 監督         | 制作（配給）           | 担当               |
| ------ | -------------------------- | ------------ | ---------------------- | ------------------ |
| 1997年 | 20世紀ノスタルジア         | 原将人       | ―                      | 製作               |
| 1998年 | ヒロイン! なにわボンバーズ | 三原光尋     | 大映                   | プロデューサー     |
| 1999年 | ナビィの恋                 | 中江裕司     | 東京テアトル           | 協力プロデューサー |
| 2001年 | コンセント                 | 中原俊       | メディアボックス       | 製作               |
| 2001年 | 柔らかな頬                 | 長崎俊一     | BS-iほか               | 制作               |
| 2002年 | ホテル・ハイビスカス       | 中江裕司     | シネカノン             | プロデューサー     |
| 2002年 | ごめん                     | 冨樫森       | オフィス・シロウズほか | 協力プロデューサー |
| 2005年 | ルート225                  | 中村義洋     | オフィス・シロウズ     | プロデューサー     |
| 2006年 | コワイ女                   | 雨宮慶太ほか | アートポート           | プロデューサー     |
| 2006年 | 闇打つ心臓                 | 長崎俊一     | オフィス・シロウズほか | 協力プロデューサー |
| 2009年 | 真夏の夜の夢               | 中江裕司     | オフィス・シロウズほか | プロデューサー     |